# Stor-Hulttjärnen
Stor-Hulttjärnen är en sjö i Skellefteå kommun i Västerbotten och ingår i Skellefteälvens huvudavrinningsområde. Intill ligger Lill-Hulttjärnen